# Phanias distans
Phanias distans là một loài nhện trong họ Salticidae.
Loài này thuộc chi Phanias. Phanias distans được Richard C. Banks miêu tả năm 1924.